# アースキン・コールドウェル
アースキン・プレストン・コールドウェル（Erskine Preston Caldwell, 1903年12月17日 - 1987年4月11日）は、アメリカ合衆国の小説家、劇作家。

## 生涯・人物
コールドウェルはジョージア州モアランド郊外の森の中の家で生まれた。父親は改革長老派教会アソシエーション(英Associate Reformed Presbyterian Church)の聖職者。
アースキン・カレッジに入学したが、卒業はしていない。体育会系の人物で、フットボールを行い、身長は6フィートあった。
コールドウェルは非常に温和な顔立ちをしている、と形容した出版者がいる。また、"天使のような外見"と形容した人もいる。
ブルーカラーの人々、労働者たちに共感し、若い頃は次から次へと職を渡り歩き、普通の労働者達と過ごした経験をもとに、自身よりも運のない人々の質素な生活を賞賛する物語を書いた。後半生においては、アメリカ南部に住む低収入の小作人向けのセミナーを開いている。
代表作として、小説『タバコ・ロード』と『神の小さな土地』が挙げられる。
コールドウェルは、1939年から1942年まで、写真家のマーガレット・バーク＝ホワイトと結婚しており、二人で写真集『You Have Seen Their Faces』（1937年）を共同制作している。

## 作品
- 『タバコ・ロード』 - Tobacco Road 1932年
  - 北村小松訳 第一書房 1937年。 のち三笠書房〈三笠文庫〉1952年。 のち角川書店〈角川文庫〉1954年。
  - 杉木喬訳 岩波書店〈岩波現代叢書〉1952年。 のち岩波書店〈岩波文庫〉1958年。
  - 龍口直太郎訳 新潮社〈新潮文庫〉1957年。 のち改版1972年。 のちグーテンベルク21 2015年。

- 『神の小さな土地（英語版）』 - God's Little Acre 1933年
  - 龍口直太郎訳 三笠書房 1952年 のち三笠書房〈三笠文庫〉1953年。 のち新潮社〈新潮文庫〉1955年。 のち グーテンベルク21 2015年。
  - 『神に捧げた土地』橋本福夫訳 角川書店〈角川文庫〉1958年

- 『巡回牧師』 - Journeyman 1935年
  - 龍口直太郎訳 月曜書房 1950年。 のち三笠書房〈三笠文庫〉1952年。 のち新潮社〈新潮文庫〉1955年。

- 『昇る太陽に脆く』 -  Kneel to the Rising Sun 1935年
  - 「昇る朝日にひざまずけ」守屋陽一訳  W・サマセット・モーム編『世界文学100選05』河出書房新社 1961年
- 『南部かたぎ』 - Southways 1938年
  - 白井泰四郎訳 ダヴィッド社〈ダヴィッド選書〉1954年

- 『七月の騒動』 - Trouble in July 1940年
  - 龍口直太郎訳 新潮社〈新潮文庫〉1955年

- 『ジョージア ボーイ』 - Georgia Boy 1943年
  - 「ジョージア・ボーイ」城浩一訳『西部旅行綺談・ジョージア・ボーイ』野崎孝、城浩一訳 筑摩書房〈世界ユーモア文庫5〉1978年
  - 金勝久ほか訳 旺史社 1985年
  - 西川正身訳 研究社出版 2000年

- 『悲劇の土地』 - Tragic Ground 1944年
  - 井上義衛、青木久男訳 南雲堂 1970年。1984年再版。

- 『神の確かな手』 - The Sure Hand of God 1947年
  - 龍口直太郎訳 三笠書房 1953年

- Place Called Estherville 1949年

- 『コールドウェル自伝（わが体験）』 - Call It Experience 1951年
  - 金勝久訳 『わが体験』三興出版（愛育社より発売）1977年

- 『恋と金』 - Love and Money 1954年
  - 龍口直太郎訳 新潮社〈新鋭海外文学叢書〉1955年

- 『グレタ』 - Gretta 1955年
  - 『グレタ : 美しい淫婦』今野望訳 河出書房 1956年
  - 『医師の妻グレッタ』青木久男、井上義衛訳 南雲堂〈双書・20世紀の珠玉〉1972年

- 『孤独なアメリカ人たち』 - Certain Women 1957年
  - 青木久男訳 南雲堂 1985年

- 『噂の女クローデル』 - Claudelle Inglish 1958年
  - 青木久男訳 南雲堂〈双書・20世紀の珠玉〉1976年
- 『ビスコを尋ねて』 - In Search of Bisco 1965年
  - 『ビスコを尋ねて : アメリカ深南部の黒人地帯を往く』横尾定理訳 金星堂 1973年

### 短編集
- We Are the Living 1933年
- When You Think of Me 1959年
- The Seduction Of Emily Brown 1965年
- The Seduction Of Mr. Sears 1965年

- 加藤修訳 『生きとし生けるものの物語 : アースキン・コールドウェル短編集』新樹社 2001年